# Dino Giacobbe
Felice Angelo Armando Giacobbe (Dorgali, 14 gennaio 1896 – Cagliari, 1984) è stato un politico, partigiano e ingegnere italiano.

## Biografia

### La famiglia di origine, gli studi
Figlio di un agente delle imposte, poco dopo la sua nascita, Felice Angelo Armando, con la famiglia si trasferì a Cagliari, dove rimase due anni. Da Cagliari la famiglia si trasferisce a Isili e nel 1902 a Sassari dove, nel 1914, consegue la maturità al Liceo classico Domenico Alberto Azuni. Durante gli studi conobbe fra gli altri Mario Berlinguer, Camillo Bellieni, Attilio Deffenu, Francesco Fancello e Mario Delitala, un gruppo di giovani intensamente politicizzati: da un socialismo marxista non troppo spinto a un nazionalismo acceso. 
Nel novembre del 1914 inizia a frequentare la facoltà di ingegneria all'Università degli Studi di Roma "La Sapienza". 
Ma come scriverà egli stesso: Nell’estate del 1914, poche settimane dopo lo scoppio della grande guerra, fui uno dei seguaci di Gaetano Salvemini e di Cesare Battisti nella campagna perché l’Italia rompesse l’alleanza con la Germania e l’Austria-Ungheria e intervenisse nel conflitto a fianco dell’Intesa.
Così nel dicembre dello stesso anno si arruola e nel gennaio del 1915 inizia a frequentare il Corso di allievi ufficiali e il 1º luglio del 1915 è nominato sottotenente di complemento.

### La I guerra mondiale: dalle medaglie al valor militare al rifiuto della guerra
Il 22 ottobre 1915 in un attacco della trincea detta "il dente del groviglio", una posizione avanzata sul Carso, fu ferito alla mano destra e all’orecchio sinistro e fu ricoverato all’Ospedale da campo di Palmanova, ma dopo cinque giorni volle tornare al fronte. Per il volontario intervento accanto alla Fanteria gli fu conferita la medaglia d’argento al valore militare.
Il 3 agosto 1916 Giacobbe partecipa al salvataggio di qualche soldato che rimane fra le macerie: per questo episodio gli fu conferita una medaglia di bronzo al valore militare.
Tuttavia ben presto gli orrori della guerra gli faranno cambiare radicalmente idea sul valore salvifico delle armi. Il 26 aprile del 1916 da Bosco Cappuccio, scrive alla sorella Amelia una lettera che non verrà spedita:
(Dino Giacobbe)

### Il fascismo, la guerra civile spagnola
Finita la guerra, il reduce fu assunto (ma schedato come pericoloso sovversivo fu licenziato) nell’Amministrazione Provinciale di Cagliari, e successivamente presso l’Ufficio Tecnico del Comune di Nuoro. Per cui l’ingegnere, che nel frattempo si era sposato con Graziella Sechi e ne aveva avuto figli, rimase disoccupato, e si barcamenò lavorando alla giornata in agricoltura.
A Nuoro prese contatti con gli antifascisti locali (in maggioranza aderenti al Partito Sardo d'Azione) che si raccoglievano attorno a Gonario Pinna e Pietro Mastino  e fra questi c'erano Giovanni Battista Melis, Luigi Oggiano e Salvatore Mannironi iscritto al Partito Popolare Italiano.  Nel 1926 presso la Questura di Nuoro il Prefetto apre un fasciscolo a carico di Dino Giacobbe dove è definito «uno dei maggiori esponenti del partito sardo d'azione, di cui rappresenta la tendenza estremista. Di carattere violento più volte denunziato dall'autorità giudiziaria per reati politici [...] ». Agli inizi del 1927 il Prefetto invia un rapporto al Ministero degli Interni dove comunica di aver attivato una serie di iniziative per disporre la documentazione necessaria per l’ammonizione.  Da quel momento si imbastisce una fitta corrispondenza fra la Questura,  la Prefettura, i Carabinieri e la Commissione Provinciale per le ammonizioni. L’ingegnere mandò una memoria alla Commissione con le controdeduzioni punto su punto, opponendo una serie di ineccepibili obiezioni che dovrebbero smontare l’improbabile castello accusatorio. Alla fine dei dibattimenti il Prefetto Dinale, tenuto conto della situazione politica attuale preferì soprassedere...per motivi di opportunità e invece dell'ammonizione gli inflisse una semplice diffida.
Nel 1937 la moglie Graziella era stata arrestata insieme alla maestra Angela Maccioni perché, attraverso alcune lettere, si erano confidate lo sgomento per la morte dell'anarchico nuorese-orgolese Giovanni Dettori detto Bande Nere, morto combattendo in Spagna nelle Brigate internazionali. Intercettate da una delatrice, le lettere, scambiate a mano, erano finite nelle mani dei fascisti. Le due amiche, richiuse in carcere, dovettero anche subire le ingiurie di un articolista, sul giornale Nuoro Littoria; Giacobbe lo sfidò a duello e poco dopo anch'egli fu incarcerato. Nei mesi successivi i due coniugi erano stati scarcerati. In aprile Dino aveva ricevuto una lettera da Emilio Lussu dalla Francia in cui richiamava gli ex commilitoni sardi a partecipare alla guerra civile spagnola. Egli accolse l’appello e decise di andare a combattere a fianco del governo legittimo della Repubblica spagnola, contro la rivolta reazionaria promossa da Francisco Franco. 
Nel settembre del 1937 Giacobbe pianificò l'espatrio a Santa Lucia  di Siniscola; fu aiutato da due pescatori locali Francesco e Domenico Ogno, padre e figlio, che con il loro peschereccio raggiunsero Alessandro Nanni a Terranova che lo trasportò in Corsica da dove raggiunse prima Marsiglia e successivamente Parigi, dove lo attendeva Emilio Lussu. Quest'ultimo, prima di farlo partire per la Spagna, tratta con i dirigenti del Partito Comunista l'arruolamento di Giacobbe. Non solo ma gli permette di consultare lo schedario dei volontari delle Brigate Internazionali in modo che possa scegliere direttamente gli uomini con cui formare una batteria. Il 6 novembre Giacobbe passa per i Pirenei, insieme al cagliaritano Cornelio Martis e ambedue raggiungono il comando delle Brigate ad Albacete. Ma qui i due si separano, Giacobbe riesce a mettere in piedi la sua batteria, inizialmente con due cannoni chiamati (uno Giustizia e l'altro Libertà), intitolata a Carlo Rosselli, che aveva come emblema la bandiera rossa con i quattro mori e combatté fino alla sconfitta.
Verso la fine del 1938 gli smobilitati delle Brigate internazionali si ritirarono dal fronte e a gennaio del 1939 la Francia gli aprì i confini. Giacobbe fu internato nel campo di concentramento di Argelès-sur-Mer, nei Pirenei. 
Dopo oltre due mesi di internamento, durante un trasferimento al campo di Gurs, saltò giù dal treno, raggiunse Parigi, e si rifugiò presso Lussu. Nella tarda primavera del 1939, con un lasciapassare fornitogli da compagni anarchici spagnoli, finalmente, da Anversa, si imbarcò per gli Stati Uniti d'America e raggiunse New York. In USA prese contatti con gli antifascisti e con la Mazzini Society.

## Il rientro in Italia
Giacobbe rientrò in Italia nel 1945 e si ricongiunse con la sua famiglia. Continuò a fare politica, nel novembre 1949 seguirà Lussu e confluirà nel PSI insieme alla moglie che si candidò alle Elezioni regionali in Sardegna del 1949.
Fu assunto per un breve periodo presso gli uffici della Provincia di Nuoro, in seguito ebbe incarichi dalla cassa per il Mezzogiorno. Per un breve periodo si trasferì a Roma, dove svolgerà dei lavoretti. Rientrato nuovamente in Sardegna, a Nuoro si costruì una piccola casa con studio dove visse da solo.
Fa lo speleologo per hobby, in particolare presso la Grotte del Bue Marino a Cala Gonone studiò la situazione idrogeologica, esplorò e ricostruì alcuni i camminamenti.
Fu nominato ispettore onorario alle antichità della provincia di Nuoro, e il 4 luglio del 1958 segnalò alla Sovrintendenza alle Antichità di Sassari, il ritrovamento fra Bono e Benetutti della Tomba del Labirinto, attribuita alla cultura di san Michele.

## Documentari
- Antonio Roich, Il partigiano Dino, 2017